# Міщиха Лариса Петрівна
Лариса Петрівна Міщиха (нар. 25 травня 1962 Станіславів) — український психолог, доктор психологічних наук, професор.

## Біографія
Народилась 25 травня 1962 року в місті Станіславів (нині Івано-Франківськ). В 1983 році закінчила Івано-Франківський педагогічний університет. Наукову та викладацьку роботу розпочала 1986 року.
Кандидатську роботу захистила 1995 року в Інституті психології АПН України на тему: Соціально-психологічне прогнозування професійного становлення майбутнього спеціаліста (педагога).
У 2015 році захистила докторську дисертацію на тему: «Творчий потенціал особистості у період пізньої дорослості». Того ж року отримала звання професора кафедри загальної та клінічної психології в Прикарпатському національному університеті імені Василя Стефаника.

## Вибрані праці
1. Психологія творчості// Навчальний посібник. –  Івано-Франківськ: Гостинець, 2007. — 448 с.
2. Творчий потенціал особистості у період пізньої дорослості //Монографія. — Івано-Франківськ: Місто НВ, 2014. — 400с.